# Thomas Van den Keybus
Thomas Van den Keybus, né le 25 avril 2001 à Bruges en Belgique, est un footballeur belge qui joue au poste de milieu central au KVC Westerlo.

## Biographie

### En club
Natif de Bruges en Belgique, Thomas Van den Keybus est formé par l'un des clubs de sa ville natale, le Club Bruges KV. En janvier 2020, l'entraîneur Philippe Clement l'intègre à l'équipe première lors d'un stage d'hiver. En août 2020 il prolonge son contrat jusqu'en juin 2023 avec son club formateur. Il joue son premier match en professionnel lors d'une rencontre de championnat face au rival du Cercle Bruges KSV. Il entre en jeu à la place de Ruud Vormer et son équipe s'impose par deux buts à un ce jour-là.
Van den Keybus joue son premier match en Ligue des champions face au Zénith Saint-Pétersbourg le 2 décembre 2020. Il remplace Clinton Mata et son équipe s'impose par trois buts à zéro.
Le 13 août 2021, Van den Keybus est prêté pour une saison au KVC Westerlo,. Le 4 février, alors qu'il est toujours en prêt à Westerlo, il prolonge son contrat avec le Club Bruges jusqu'en juin 2025. Le 4 mai 2022, son prêt au KVC Westerlo est prolongé d'une saison.
Le 5 juillet 2023, Thomas Van den Keybus s'engage définitivement avec le KVC Westerlo. Il signe un contrat de trois ans, soit jusqu'en juin 2026.

### En sélections nationales
Thomas Van den Keybus représente l'équipe de Belgique des moins de 19 ans de 2019 à 2020 pour un total de quatre matchs joués.